# Günter Krüger (Judoka)
Günter Krüger (* 10. Januar 1953 in Pasewalk) ist ein ehemaliger Judoka aus der DDR. Er war Europameister 1974 sowie 1978 und gewann zudem drei Bronzemedaillen bei Europameisterschaften.

## Sportliche Karriere
1970 gewann Günter Krüger in der Gewichtsklasse bis 65 Kilogramm den Titel bei den Kadetten-Europameisterschaften. 1971 war er Dritter der Junioren-Europameisterschaften in der Gewichtsklasse bis 70 Kilogramm, zwei Jahre später gewann er den Titel. Bei den Europameisterschaften 1974 in London besiegte Krüger im Finale Waleri Dwoinikow aus der Sowjetunion und gewann seinen ersten Europameistertitel in der Erwachsenenklasse. Im Jahr darauf belegte er bei den Europameisterschaften in Lyon den dritten Platz. Krügers beste Platzierung bei den DDR-Meisterschaften war 1975 der zweite Platz hinter Dietmar Hötger.
Mit der Neuordnung der Gewichtsklassen 1977 wechselte Krüger ins Leichtgewicht, die Gewichtsklasse bis 71 Kilogramm. Bei den DDR-Meisterschaften gewann er von 1977 bis 1980 vier Titel in Folge, davon zweimal vor Karl-Heinz Lehmann. Bei den Europameisterschaften 1977 in Ludwigshafen erkämpfte Krüger eine Bronzemedaille. Im Jahr darauf bezwang er im Halbfinale der Europameisterschaften in Helsinki Waleri Dwoinikow und im Finale Engelbert Dörbandt aus der BRD. 1979 gewann Krüger bei den Europameisterschaften 1979 in Brüssel noch einmal Bronze, nachdem er im Viertelfinale gegen den Briten Neil Adams verloren hatte. Bei den Weltmeisterschaften 1979 in Paris verlor er ebenfalls im Viertelfinale gegen Neil Adams.
Krüger begann bei der SG Dynamo Pasewalk-Nord mit dem Judosport und wurde 1969 zum SC Dynamo Hoppegarten delegiert. Er wurde zunächst von Gert Schneider und später von Dietmar Hötger trainiert. Nach seinem Studium an der Deutschen Hochschule für Körperkultur in Leipzig war Krüger selber als Judotrainer tätig.